# Werkelijkheid

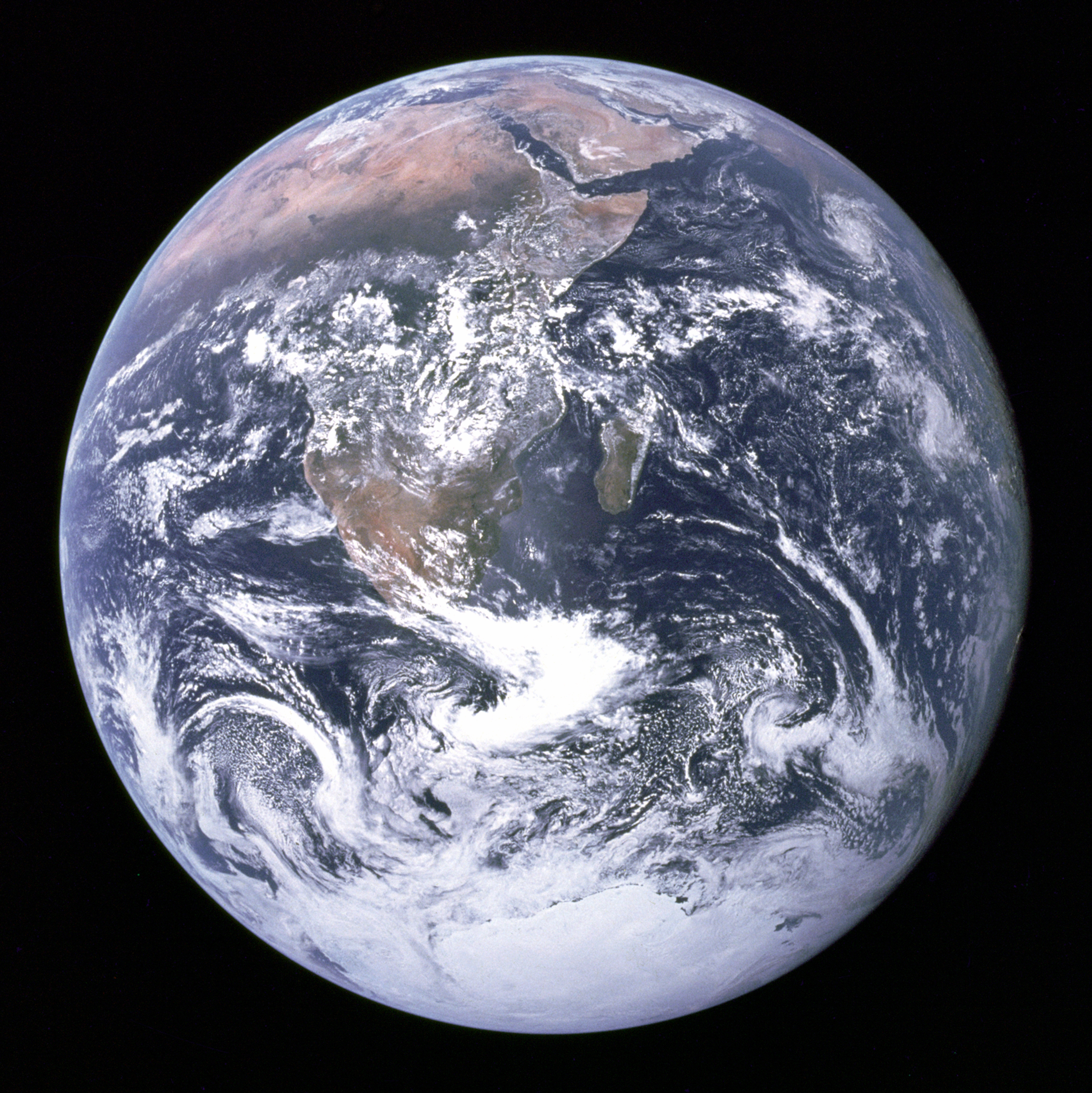
De Aarde gezien vanaf de Apollo 17

Werkelijkheid of realiteit is het geheel van het feitelijk bestaande, in tegenstelling tot het denkbeeldige. In het dagelijks leven en in veel  wetenschappelijke disciplines wordt de werkelijkheid als vanzelfsprekend verondersteld; in de filosofie en de wetenschapsfilosofie wordt het begrip werkelijkheid geproblematiseerd.

## Het (niet) bestaan van de werkelijkheid
Binnen het filosofisch scepticisme wordt ontkend dat de wereld kenbaar zou zijn. Het begrip werkelijkheid wordt door deze filosofische richting beschouwd als niet meer dan een subjectieve gedachten-constructie.
In het menselijk cognitief bewustzijn kan men onderscheid maken tussen werkelijkheidsbeleving en fantasie. Fantasie komt voort uit de individuele gevoelswereld die voortborduurt op en verder gaat dan de werkelijkheid: in de individuele belevingswereld van het individu, in de literatuur, in de beeldende kunst.
Albert Einstein schreef: Het geloof in een externe wereld, onafhankelijk van het waarnemend subject, is de basis van alle natuurwetenschap. Omdat, evenwel, zintuiglijke waarneming slechts indirect informatie geeft over deze externe wereld, kunnen we deze laatste alleen vatten met speculatieve middelen. Dientengevolge kan onze notie van de materiële werkelijkheid nooit definitief zijn.

## Kennis over de werkelijkheid
De filosoof Immanuel Kant maakte een onderscheid tussen de wereld op zich, onafhankelijk van waarneming: het Ding an sich (de wereld als zelfstandige entiteit) en de menselijke, intersubjectieve kennis omtrent deze wereld. Kant benadrukte dat niet kan worden aangetoond dat de kennis die de mens omtrent de wereld bezit direct op die wereld betrekking heeft. Kant kwam hier met de aanschouwingsvormen tijd en ruimte, en stelde dat dit geen eigenschappen zijn van de wereld op zich, maar dat ze betrekking hebben op de menselijke belevingswereld: tijd en ruimte zijn eigenschappen, die de mens bij zijn waarneming van de wereld betrekt. Kant stelde vervolgens algemener dat de mens de wereld op zich niet kan kennen. Hiermee kwam Kant met een kritisch standpunt ten aanzien van de mogelijkheid tot kennisverwerving.
De huidige moderne opvatting omtrent kennisverwerving heeft de nuancering van Kant niet overgenomen (vergelijk echter de uitspraak van Einstein hierboven). Bij de vraag of kennis al dan niet correspondeert met, of verwijst naar, de werkelijkheid, staat men in de dagelijkse wetenschappelijke praktijk niet stil. Kennis beoordeelt men niet zozeer naar absolute waarheid, maar naar empirische (wetenschappelijk-contextuele) juistheid en effectiviteit. Kennis omtrent de werkelijkheid beschouwt men ook niet meer als absoluut, maar als waarschijnlijk. Hierbij is er wel een onderscheid te maken tussen respectievelijk formele (de praktijk overstijgende) kennis zoals vervat in de wiskunde of in de logica, en empirische (praktische) natuurwetenschappelijke kennis. Er zijn daarnaast echter denkers die de lijn van Kant hebben doorgetrokken en geradicaliseerd. Een belangrijke naam in dit verband is Richard Rorty.